# 中山七里 (小説家)
中山 七里 （なかやま しちり、1961年12月16日 -）は、日本の男性小説家、推理作家。岐阜県出身。花園大学文学部国文学科卒業。

## 経歴
1961年、岐阜県の呉服屋の家に生まれる。幼稚園に入る前からどこでも常に本を読むような子供で、保育園の保母にも「本を書く人になりたい」と言っていた。小学生の時にアーサー・コナン・ドイルのシャーロック・ホームズシリーズ、モーリス・ルブランのアルセーヌ・ルパンシリーズを読み尽くし、中学生の頃にはアガサ・クリスティーやエラリー・クイーンなどのミステリの有名どころはほとんど読み終える。1970年代半ば、映画『犬神家の一族』を観て横溝正史と江戸川乱歩にのめり込み、江戸川乱歩賞を知って受賞作を読みつくす。そして自分でも書いてみようかと思い立ち、高校時代から創作を始める。小説新人賞などに投稿していたが、大学時代、「謝罪」というタイトルで東大の安田講堂の落城の話を書き、江戸川乱歩賞に応募したところ予選を通過。しかし2次選考で落選した。その後、就職とともに創作から一旦離れる。
2006年、大阪単身赴任時にファンだった島田荘司の『UFO大通り』のサイン会に行って初めて生で小説家を見て、「今小説を書かなければ、もう一生書かないに違いない」と思い立ち、難波の電気屋でノートパソコンを買い求め、20年ぶりに執筆を開始した。この時に書いたのが『魔女は甦る』であり、このミステリーがすごい!大賞に応募したところ、最終審査まで残るも落選。しかし2009年、『さよならドビュッシー』で第8回このミステリーがすごい!大賞を受賞し、48歳での小説家デビューとなった。受賞作のほかに「災厄の季節」（のちに『連続殺人鬼カエル男』として刊行）も同賞初のダブルノミネートし、話題となった。
ペンネームは本人の故郷にも程近い岐阜県下呂市にある渓谷・中山七里（飛騨木曽川国定公園）にちなんでつけられた。
当初は会社員との兼業だったが、連載を6本抱えるまでになると有給休暇を使い切っても両立が難しくなったため、専業作家となる。岐阜の自宅とは別に東京に仕事場を持ち、行き来しながら執筆を続けている。
2020年、デビュー10周年を記念して新作単行本12か月連続刊行を実施。

## 作風
明るく爽やかな音楽ミステリー路線、ダークでシリアスなサスペンスや法律路線など幅広い作風の作品を手掛ける。これは普通に続けるだけでは一発屋で終わってしまう、どうしたら長く小説家として続けられるだろうと必死に考えた結果、警察小説に音楽ミステリー、法廷ものやコージー・ミステリなど様々なジャンルに手を出してある程度保っておけば、どれかひとつが廃れても生き残っていけるだろうと考えたからであったという。ミステリ評論家の佳多山大地は、なかでも「露悪的社会派ミステリー」の書き手として異彩を放っていると評価している。『さよならドビュッシー』からはじまる岬洋介シリーズはクラシック音楽を題材とした作品であるが、中山本人は音楽に関して素人であり、楽器も何も演奏できない。
脇役と主役が入れ替わるなどして作品ごとに主人公は異なるものの、ほとんどの作品で出版社の枠を超えて話や世界観、登場人物がリンクしている。これについて本人は、「本格派の方たちとは違って“犯人は誰か”（フーダニット）や“どのようにやったのか”（ハウダニット）という謎だけで最後まで楽しませる自信がないから」「付加価値としてより読者に楽しんでもらうため」と話しており、自身の作品はそれよりも動機である何故の部分（ホワイダニット）に重心を置いて執筆している。背景世界がひとつにつながるという作風は海堂尊の桜宮サーガに通じるものがあるが、それについては海堂本人に「すみません、ちょっとやり方を真似させてもらいました」と言ったところ「いや、私は東野圭吾さんの真似をしたから（笑）」と返されたというエピソードがある。また、ミステリ＝驚きの文学であるという思いから、最後の数ページで世界観ががらりと変わるどんでん返しが仕掛けられていることが多く、いつからか「どんでん返しの帝王」などと呼ばれるようになった。登場人物に関しては何かが欠けている人物を描くことが多く、複数の作品に登場する古手川和也に関しては“成長するキャラクター”として描き続けたいと話している。また、まだ誰にも気づかれていないが登場人物の名前には共通点があるのだという。
作家にとっては書き続けていけることこそが一番のステイタスだと考えており、求められることを正確に汲み取り、かつ迅速に世に送り出すということを常に意識している。そのため、小説を書く時はいつも編集者に「どんな話がいいですか？」とリクエストをするところから始まり、その返答や出版社のカラーによって登場人物やテーマが決まる。そしていつも3日ほどでプロットを出すが、その時にはすでに章の構成や物語の山場、最後の一行までが出来上がっており、本人曰く「あとは頭の中をダウンロードするだけ」なため、日によって執筆の調子が良い・悪いの波も無いという。基本的に取材をしたり資料を読むことは無く、メモもとらない。これは物書きとして必要だと考えている文章力・構成力・想像力を取材をすることで削ぎ落としたくないという理由から。物語を読ませる速度にもこだわりがあり、テーマやストーリーに応じて原稿用紙1枚あたりのエクスクラメーションマークやクエスチョンマークの個数を決め、緩急を調整している。
昔から見聞きしたものを忘れない性分で、読んできた小説や観続けてきた映画はおもしろいものからつまらないものまで含め、ストーリーや配役、タイトルバックなど様々な要素まで覚えている。そのため、作家になってからも物語のアイデアはその頭の中のアーカイブから常に生まれてきていて、バーゲンセールをするくらいにあるとインタビューでは話している。また、書いた作品がどこで何と評価されようとも、デビュー作である『さよならドビュッシー』刊行時にもらった84枚の読者からのハガキが励みになっており、書き続けることのモチベーションになっているという。
作家としての一番の目標は、寝食を忘れて一気読みしてもらえる小説を書くこと。そして物書きの使命は「記憶させること」と「皆さんが思っていてもなかなか形にしづらいものを文章化すること」だと話している。

## 人物
私生活では既婚者であり、エレクトーン教師の妻と息子と娘の4人家族である。
趣味は映画観賞。中学1年生の時に『ジョーズ』を観てのめり込み、中学・高校時代は土曜日の最後の授業を休んでまで毎週末映画館に通い詰め、公開されている作品を手当たり次第に全部観ようとしていた。大学時代はアルバイトと学校の合間に睡眠時間を削ってまでも1日2本を見続ける生活を続ける。就職してからも転勤するたびに家を映画館の近くにするなど映画漬けの日々を送り、現在も執筆を行う書斎は大型スクリーンや音響装置を完備するシアタールーム仕様にし、もう1つの趣味であるフィギュアとともに数千作品のコレクションを並べている。映画は観るのが専門で、自分で制作したり批評したりすることには興味がない。映画は自分にとっての「学校」であり、学校で教えてくれないことは全て映画から学んだと話している。その中でも自分にとってのオールタイムベストは1982年のアメリカ映画『E.T.』であり、伏線の回収や緩急のつけ方、キャラクター造形など物語作りの基本はすべてこの映画から学び、初観から数十年たった今でも年に1回は必ず観るという。
自身と同じ第8回このミス大賞出身作家の太朗想史郎、七尾与史、伽古屋圭市とはプライベートで同期会を開催したことがある。

## 作品リスト

### 単著

#### 岬洋介シリーズ
- さよならドビュッシー（2010年1月 宝島社 / 2011年1月 宝島社文庫）
- おやすみラフマニノフ（2010年10月 宝島社 / 2011年9月 宝島社文庫）
- 要介護探偵の事件簿（2011年10月 宝島社） - 『さよならドビュッシー』スピンオフ[注釈 3]
  - 【改題・加筆修正】さよならドビュッシー前奏曲 要介護探偵の事件簿（2012年5月 宝島社文庫）
    - 収録作品：要介護探偵の冒険 / 要介護探偵の生還 / 要介護探偵の快走（チェイス） / 要介護探偵と四つの署名 / 要介護探偵最後の挨拶
- いつまでもショパン（2013年1月 宝島社 / 2014年1月 宝島社文庫）
- どこかでベートーヴェン（2016年5月 宝島社 / 2017年5月 宝島社文庫）
- もういちどベートーヴェン（2019年3月 宝島社 / 2020年4月 宝島社文庫）
- 合唱 岬洋介の帰還（2020年4月 宝島社 / 2021年6月 宝島社文庫）
- おわかれはモーツァルト（2021年12月 宝島社/ 2023年12月 宝島社文庫）
- いまこそガーシュウィン（2023年9月 宝島社）

#### 御子柴礼司シリーズ
- 贖罪の奏鳴曲（2011年12月 講談社 / 2013年11月 講談社文庫）
- 追憶の夜想曲（2013年11月 講談社 / 2016年3月 講談社文庫）
- 恩讐の鎮魂曲（2016年3月 講談社 / 2018年4月 講談社文庫）
- 悪徳の輪舞曲（2018年3月 講談社 / 2019年11月 講談社文庫）
- 復讐の協奏曲（2020年11月 講談社 / 2023年2月 講談社文庫）
- 殺戮の狂詩曲（2023年3月 講談社）

#### 刑事犬養隼人シリーズ
- 切り裂きジャックの告白（2013年4月 角川書店）
  - 【改題】切り裂きジャックの告白 刑事犬養隼人（2014年12月 角川文庫）
- 七色の毒（2013年7月 角川書店）
  - 【改題】七色の毒 刑事犬養隼人（2015年1月 角川文庫）
    - 収録作品：赤い水 / 黒いハト / 白い原稿 / 青い魚 / 緑園の主 / 黄色いリボン / 紫の供花（単行本収録時は「紫の献花」）
- ハーメルンの誘拐魔（2016年1月 KADOKAWA）
  - 【改題】ハーメルンの誘拐魔 刑事犬養隼人（2017年11月 角川文庫）
- ドクター・デスの遺産（2017年5月 KADOKAWA）
  - 【改題】ドクター・デスの遺産 刑事犬養隼人（2019年2月 角川文庫）
- カインの傲慢（2020年5月 KADOKAWA）
  - 【改題】カインの傲慢 刑事犬養隼人（2022年6月 角川文庫）
- ラスプーチンの庭（2021年1月 KADOKAWA）
  - 【改題】ラスプーチンの庭 刑事犬養隼人（2023年8月 角川文庫）
- ドクター・デスの再臨（2024年5月 KADOKAWA）

#### 淑女シリーズ
- 嗤う淑女（2015年1月 実業之日本社 / 2017年12月 実業之日本社文庫）
- ふたたび嗤う淑女（2019年1月 実業之日本社 / 2021年8月 実業之日本社文庫）
- 嗤う淑女 二人（2021年9月 実業之日本社 / 2024年7月 実業之日本社文庫）

#### 『ヒポクラテスの誓い』シリーズ
- ヒポクラテスの誓い（2015年5月 祥伝社 / 2016年6月 祥伝社文庫）
- ヒポクラテスの憂鬱（2016年9月 祥伝社 / 2019年6月 祥伝社文庫）
- ヒポクラテスの試練（2020年6月 祥伝社 / 2021年12月 祥伝社文庫）
- ヒポクラテスの悔恨（2021年5月 祥伝社 / 2023年6月 祥伝社文庫）
- ヒポクラテスの悲嘆（2024年3月 祥伝社）
- ヒポクラテスの困惑（2025年1月 祥伝社）

#### 毒島シリーズ
- 作家刑事毒島（2016年8月 幻冬舎 / 2018年10月 幻冬舎文庫）
- 毒島刑事最後の事件（2020年7月 幻冬舎 / 2022年10月 幻冬舎文庫）
- 作家刑事毒島の嘲笑（2022年7月 幻冬舎 / 2024年9月 幻冬舎文庫）
- 作家刑事毒島の暴言（2024年9月 幻冬舎）

#### 高頭冴子シリーズ
- 逃亡刑事（2017年11月 PHP研究所 / 2020年6月 PHP文芸文庫）
- 越境刑事（2022年9月 PHP研究所）
- 武闘刑事（2025年5月 PHP研究所）

#### 宮城県警シリーズ
- 護られなかった者たちへ（2018年1月 NHK出版 / 2021年7月 宝島社文庫）
- 境界線（2020年12月 NHK出版 / 2024年8月 宝島社文庫）
- 彷徨う者たち（2024年1月 NHK出版）

#### 能面検事シリーズ
- 能面検事（2018年7月 光文社 / 2020年12月 光文社文庫）
- 能面検事の奮迅（2021年7月 光文社 / 2024年4月 光文社文庫）
- 能面検事の死闘（2023年5月 光文社 / 2025年6月 光文社文庫）

#### 鑑定人シリーズ
- 鑑定人 氏家京太郎（2022年1月 双葉社 / 2025年2月 双葉文庫）
- 氏家京太郎、奔る（2025年3月 双葉社）

#### その他
- 連続殺人鬼カエル男（2011年2月 宝島社文庫）
- 魔女は甦る（2011年5月 幻冬舎 / 2013年8月 幻冬舎文庫）
- 静おばあちゃんにおまかせ（2012年7月 文藝春秋 / 2014年11月 文春文庫）
  - 収録作品：静おばあちゃんの知恵 / 静おばあちゃんの童心 / 静おばあちゃんの不信 / 静おばあちゃんの醜聞 / 静おばあちゃんの秘密
- ヒートアップ（2012年9月 幻冬舎 / 2014年8月 幻冬舎文庫）
- スタート!（2012年11月 光文社 / 2015年2月 光文社文庫）
- アポロンの嘲笑（2014年9月 集英社 / 2017年11月 集英社文庫）
- テミスの剣（2014年10月 文藝春秋 / 2017年3月 文春文庫）
- 月光のスティグマ（2014年12月 新潮社 / 2017年7月 新潮文庫）
- 総理にされた男（2015年8月 NHK出版 / 2018年12月 宝島社文庫）
- 闘う君の唄を（2015年10月 朝日新聞出版 / 2018年8月 朝日文庫）
- セイレーンの懺悔（2016年11月 小学館 / 2020年8月 小学館文庫）
- 翼がなくても（2017年1月 双葉社 / 2019年12月 双葉文庫）
- 秋山善吉工務店（2017年3月 光文社 / 2019年8月 光文社文庫）
- ネメシスの使者（2017年7月 文藝春秋 / 2020年2月 文春文庫）
- ワルツを踊ろう（2017年9月 幻冬舎 / 2019年10月 幻冬舎文庫）
- 連続殺人鬼カエル男ふたたび（2018年5月 宝島社 / 2019年4月 宝島社文庫） - 『連続殺人鬼カエル男』続編[25]
- TAS 特別師弟捜査員（2018年9月 集英社 / 2021年4月 集英社文庫）
- 静おばあちゃんと要介護探偵（2018年11月 文藝春秋 / 2021年2月 文春文庫）
  - 収録作品：二人で探偵を / 鳩の中の猫 / 邪悪の家 / 菅田荘の怪事件 / 白昼の悪童
- 笑え、シャイロック（2019年5月 KADOKAWA / 2020年10月 角川文庫）
- 死にゆく者の祈り（2019年9月 新潮社 / 2022年4月 新潮文庫）
- 人面瘡探偵（2019年11月 小学館 / 2022年2月 小学館文庫）
- 騒がしい楽園（2020年1月 朝日新聞出版 / 2022年12月 朝日文庫）
- 帝都地下迷宮（2020年2月 PHP研究所 / 2022年8月 PHP文芸文庫）
- 夜がどれほど暗くても（2020年3月 角川春樹事務所 / 2020年9月 ハルキ文庫）
- テロリストの家（2020年8月 双葉社 / 2024年2月 双葉文庫）
- 隣はシリアルキラー（2020年9月 集英社 / 2023年4月 集英社文庫）
- 銀齢探偵社 静おばあちゃんと要介護探偵2（2020年10月 文藝春秋 / 2023年10月 文春文庫）
  - 収録作品：もの言えぬ証人 / 像は忘れない / 鉄の柩 / 葬儀を終えて / 復讐の女神
- 人面島（2022年3月 小学館 / 2024年12月 小学館文庫） - 『人面瘡探偵』続編
- 棘の家（2022年5月 KADOKAWA / 2025年4月 角川文庫）
- 特殊清掃人（2022年11月 朝日新聞出版）
- 祝祭のハングマン（2023年1月 文藝春秋 / 2025年5月 文春文庫）
- こちら空港警察（2023年11月 KADOKAWA）
- 絡新婦の糸 警視庁サイバー犯罪対策課（2023年11月 新潮社）
- 有罪、とAIは告げた（2024年2月 小学館）
- 鬼の哭く里（2024年5月 光文社）
- 連続殺人鬼カエル男 完結編（2024年11月 宝島社）
- 中山七里 短いお話ほぼ全部 短編&掌編&エッセイほぼ全仕事！（2025年6月 宝島社文庫）
  - 収録作品：オシフィエンチム駅へ / ふたり、いつまでも / 『馬および他の動物』の冒険 / 二十八年目のマレット / 被告人R365 / 最後の容疑者 / ZQN再生 / 4/19 その日、山崎岳海は / 平和と希望と / 死ぬか太るか / 盆帰り / 二百十日の風 / リトルインディアの祝祭 / 好奇心の強いチェルシー / 誰にも言えない犯罪の物語 / アンゲリカのクリスマスローズ / 屋上の戦場 / 残されたセンリツ / 我が愛しきマンチカン / ポセイドンの罰 / 他、エッセイなど

#### 随筆
- 中山七転八倒（2018年8月 幻冬舎文庫）
- 超合理的！ミステリーの書き方（2024年9月 幻冬舎新書）

### 共著
- 作家 超サバイバル術（2022年12月 光文社） - 知念実希人、葉真中顕との共著

### アンソロジー
「」内が中山七里の作品
- 『このミステリーがすごい!』大賞10周年記念 10分間ミステリー（2012年2月 宝島社文庫）「最後の容疑者」
- しあわせなミステリー（2012年4月 宝島社）「二百十日の風」
  - 【改題】ほっこりミステリー（2014年3月 宝島社文庫）
- 5分で読める！ ひと駅ストーリー 乗車編（2012年12月 宝島社文庫）「オシフィエンチム駅へ」
- もっとすごい！ 10分間ミステリー（2013年5月 宝島社文庫）「二十八年目のマレット」
- 5分で読める！ ひと駅ストーリー 夏の記憶 西口編（2013年7月 宝島社文庫）「盆帰り」
- 5分で読める！ ひと駅ストーリー 冬の記憶 東口編（2013年12月 宝島社文庫）「アンゲリカのクリスマスローズ」
- 本をめぐる物語 栞は夢を見る（2014年3月 角川文庫）「『馬および他の動物』の冒険」
- 5分で読める！ 怖いはなし（2014年6月 宝島社文庫）「ふたり、いつまでも」
- 5分で読める！ ひと駅ストーリー 猫の物語（2014年9月 宝島社文庫）「好奇心の強いチェルシー」
- このミステリーがすごい！ 四つの謎（2014年12月 宝島社）「残されたセンリツ」
  - 【改題】不連続な四つの謎 『このミステリーがすごい！』大賞作家傑作アンソロジー（2020年6月 宝島社）
- 5分で泣ける！ 胸がいっぱいになる物語（2015年3月 宝島社文庫）「アンゲリカのクリスマスローズ」
- サイドストーリーズ（2015年3月 角川文庫）「平和と希望と」 - 「煙よりも、軽く」より改題。
- 5分で読める！ ひと駅ストーリー 食の話（2015年10月 宝島社文庫）「死ぬか太るか」
- このミステリーがすごい！ 三つの迷宮（2015年11月 宝島社文庫）「ポセイドンの罰」
- アイアムアヒーロー THE NOVEL（2016年4月 小学館 / 2017年3月 小学館文庫）「ZQN再生」
- 5分で驚く！ どんでん返しの物語（2016年6月 宝島社文庫）「アンゲリカのクリスマスローズ」
- 10分間ミステリー THE BEST（2016年9月 宝島社文庫）「最後の容疑者」
- 5分でほろり！ 心にしみる不思議な物語（2017年2月 宝島社文庫）「盆帰り」
- 5分でドキッとする！ 意外な恋の物語（2020年8月 宝島社文庫）「アンゲリカのクリスマスローズ」
- 1話3分で驚きの結末！ 大どんでん返しの物語（2021年3月 宝島社）「盆帰り」
- Day to Day（2021年3月 講談社 / 2021年3月 講談社【愛蔵版】）「4/19 その日、山崎岳海は」
- 3分で読める！ 眠れない夜に読む心ほぐれる物語（2021年7月 宝島社文庫）「屋上の戦場」
- 5分で読める！ 背筋も凍る怖いはなし（2021年8月 宝島社文庫）「我が愛しきマンチカン」
- 警官の道（2021年12月 KADOKAWA / 2023年12月 角川文庫）「許されざる者」
- 3分で読める！ 誰にも言えない○○の物語（2022年5月 宝島社文庫）「誰にも言えない犯罪の物語」
- 3分で仰天！ 大どんでん返しの物語（2023年1月 宝島社文庫）「誰にも言えない犯罪の物語」
- 密室ミステリーアンソロジー 密室大全（2023年7月 朝日文庫）「要介護探偵の冒険」
- 3分で殺す！ 不連続な25の殺人（2023年9月 宝島社文庫）「オシフィエンチム駅へ」
- 禁断の罠（2023年12月 文春文庫）「ハングマン ー雛鵜ー」
- 3分で不穏！ ゾクッとするイヤミスの物語（2024年1月 宝島社文庫）「ふたり、いつまでも」「好奇心の強いチェルシー」
- 3分で読める！ 人を殺してしまった話（2024年9月 宝島社文庫）「被告人R365」
- 七つの大罪（2025年7月 宝島社）「罪の名は傲慢」

### 単行本未収録作品
雑誌連載
- バンクハザードにようこそ（KADOKAWA『文芸カドカワ』2019年5月号 - 8月号、『カドブンノベル』2019年9月号 - 2020年3月号）
- 刑事葛城 届かない警告（徳間書店『読楽』2023年8月号 - 2024年5月号）

### 文庫解説
- 七尾与史『ドS刑事 朱に交われば赤くなる殺人事件』（2013年8月 幻冬舎文庫）
- 村上龍『櫻の樹の下には瓦礫が埋まっている。』（2014年10月 幻冬舎文庫）
- 佐藤青南『ジャッジメント』（2016年6月 祥伝社文庫）
- 赤川次郎『月光の誘惑』（2016年8月 新潮文庫）
- ジェフリー・ディーヴァー『スティール・キス』（2020年11月 文春文庫【下】）

### 監修
- 名作名言 一行で読む日本の名作小説（2017年2月 宝島社）

## メディア・ミックス

### 映画
- さよならドビュッシー（2013年1月26日公開、配給：東京テアトル、監督：利重剛、主演：橋本愛）
- ドクター・デスの遺産-BLACK FILE-（2020年11月13日公開、配給：ワーナー・ブラザース映画、監督：深川栄洋、主演：綾野剛、原作：ドクター・デスの遺産）
- 護られなかった者たちへ（2021年10月1日公開、配給：松竹、監督：瀬々敬久、主演：佐藤健）[26]

### テレビドラマ
- このミステリーがすごい! ベストセラー作家からの挑戦状
  - 「残されたセンリツ」（2014年12月29日、TBS系、主演：川口春奈）
  - 「ポセイドンの罰」（2015年11月30日、TBS系、主演：財前直見）
- 贖罪の奏鳴曲（2015年1月24日 - 2月14日、全4話、WOWOW「連続ドラマW」枠、主演：三上博史）
- 切り裂きジャックの告白〜刑事 犬養隼人〜（2015年4月18日、テレビ朝日系「土曜ワイド劇場」枠、主演：沢村一樹、原作：切り裂きジャックの告白）
  - 刑事 犬養隼人（2016年9月24日、テレビ朝日系スペシャルドラマ、主演：沢村一樹、原作：白い原稿『七色の毒』所収）
- さよならドビュッシー 〜ピアニスト探偵 岬洋介〜（2016年3月18日、日本テレビ系「金曜ロードSHOW!」枠、主演：東出昌大、原作：さよならドビュッシー）
- ヒポクラテスの誓い（2016年10月2日 - 10月30日、全5話、WOWOW「連続ドラマW」枠、主演：北川景子）
- テミスの剣（2017年9月27日、テレビ東京系ドラマ特別企画、主演：上川隆也）
- 静おばあちゃんにおまかせ（2018年3月23日 - 3月30日、テレビ朝日系春のミステリーナイト、全2話、主演：岡田結実）
- 悪魔の弁護人 御子柴礼司〜贖罪の奏鳴曲〜（2019年12月7日 - 2020年1月25日、全8話、東海テレビ・フジテレビ系「オトナの土ドラ」枠、主演：要潤、原作：贖罪の奏鳴曲 / 追憶の夜想曲 / 恩讐の鎮魂曲 / 悪徳の輪舞曲）
- 連続殺人鬼カエル男（2020年1月10日 - 2月28日、全8話、関西テレビ「カンテレドラマらぼ」枠、主演：工藤阿須加）
- セイレーンの懺悔（2020年10月18日 - 12月13日、全4話、WOWOW「連続ドラマW」枠、主演：新木優子）
- 夜がどれほど暗くても（2020年11月22日 - 11月8日、全4話、WOWOW「連続ドラマW」枠、主演：上川隆也）
- 作家刑事 毒島真理（2020年11月30日、テレビ東京系「月曜プレミア8」枠、主演：佐々木蔵之介、原作：作家刑事毒島）
- 嗤う淑女（2024年7月27日 - 9月21日、全9話、東海テレビ・フジテレビ系「土ドラ」枠、主演：内田理央）
- 能面検事（2025年7月11日 - 〈予定〉、テレビ東京系「ドラマ9」枠、主演：上川隆也、原作：能面検事 / 能面検事の奮迅 / 能面検事の死闘）

### 朗読
- 嗤う淑女（配信：「kikubon（キクボン）」、朗読：浅井晴美）

## メディア出演

### テレビ
- 小林麻耶の本に会いたい（2011年10月7日、BSジャパン）
- 王様のブランチ（2012年2月18日、TBS）
- 宮崎美子のすずらん本屋堂（2013年6月21日[27][注釈 4]・11月29日・2014年11月28日、BSジャパン）
- 美の精華（2018年5月24日[28]、ぎふチャン）

### WEB
- 有隣堂しか知らない世界（2021年10月5日、YouTube）

## 海外への翻訳

### 中国本土（簡化字）
- 再见了，德彪西（2011年4月、吉林出版集团有限责任公司 七曜文库、訳：谢苏） - さよならドビュッシー
- 希波克拉底的誓言（2022年、中国工人出版社、訳：周天艺） - ヒポクラテスの誓い

### 中華民国（繁体字）

#### 岬洋介シリーズ
- 再見，德布西（2014年7月、野人出版、訳：王華懋） - さよならドビュッシー
- 晚安，拉赫曼尼諾夫（2014年9月、野人出版、訳：王華懋） - おやすみラフマニノフ
- 五張面具的微笑（2014年12月、瑞昇文化、訳：林美琪） - さよならドビュッシー前奏曲 要介護探偵の事件簿
- 永遠的蕭邦（2015年2月、瑞昇文化、訳：林美琪） - いつまでもショパン（CD付き）
- 邂逅貝多芬（2018年1月、瑞昇文化、訳：林美琪） - どこかでベートーヴェン

#### 刑事犬養隼人シリーズ
- 開膛手傑克的告白（2014年7月、瑞昇文化、訳：林美琪） - 切り裂きジャックの告白
- 七色之毒（2014年10月、瑞昇文化、訳：林美琪） - 七色の毒
- 哈梅爾吹笛人的誘拐（2017年10月、瑞昇文化、訳：林美琪） - ハーメルンの誘拐魔

#### 御子柴礼司シリーズ
- 贖罪奏鳴曲（2015年8月、獨步文化、訳：李彥樺） - 贖罪の奏鳴曲
- 追憶夜想曲（2015年12月、獨步文化、訳：李彥樺） - 追憶の夜想曲
- 恩仇鎮魂曲（2017年12月、獨步文化、訳：李彥樺） - 恩讐の鎮魂曲

#### 『ヒポクラテスの誓い』シリーズ
- 希波克拉底的誓言（2016年10月、時報出版、訳：劉姿君） - ヒポクラテスの誓い
- 希波克拉底的憂鬱（2018年3月、時報出版、訳：劉姿君） - ヒポクラテスの憂鬱

#### その他
- 連續殺人鬼青蛙男（2015年5月、瑞昇文化、訳：林美琪） - 連続殺人鬼カエル男
- START!（2015年7月、瑞昇文化、訳：林美琪） - スタート!
- 泰米斯之劍（2016年1月、瑞昇文化、訳：林美琪） - テミスの剣
- 嘲笑的淑女（2016年4月、瑞昇文化、訳：林美琪） - 嗤う淑女
- 戰鬥之歌!：天使國度的塵封殺意（2017年4月、瑞昇文化、訳：林美琪） - 闘う君の唄を
- 替身總理（2017年8月、瑞昇文化、訳：林美琪） - 総理にされた男

### 英語
- Nocturne of Remembrance （2016年8月、Vertical） - 追憶の夜想曲